# Центрально-Азиатская лига по американскому футболу 2015
ЦАЛАФ сезона 2015 года — первый по счету сезон в истории Центрально-Азиатской лиги.

## Турнирная таблица
| Место | Команда         | И | В | П | Голы     | ±    | О  | Примечания |
| ----- | --------------- | - | - | - | -------- | ---- | -- | ---------- |
| 1     | Титаны (Алматы) | 6 | 6 | 0 | 217 — 42 | +175 | 18 | Чемпион    |
| 2     | Волки (Астана)  | 6 | 3 | 3 | 148—126  | +22  | 9  |            |
| 3     | Барсы (Бишкек)  | 6 | 3 | 3 | 150—115  | +35  | 9  |            |
| 4     | Орлы (Алматы)   | 6 | 0 | 6 | 29 — 250 | -221 | 0  |            |

## Матчи

### 1-й тур
22 марта 2015. Алматы
- Титаны (Алматы) — Волки (Астана) — 42:6
- Орлы (Алматы) — Волки (Астана) — 14:16

### 2-й тур
5 апреля 2015. Бишкек
- Барсы (Бишкек) — Орлы (Алматы) — 28:9

26 апреля 2015. Бишкек
- Барсы (Бишкек) — Титаны (Алматы) — 12:35

### 3-й тур
2 мая 2015. Алматы
- Волки (Астана) — Титаны (Алматы) — 12:26

10 мая 2015. Алматы
- Орлы (Алматы) — Барсы (Бишкек) — 0:60

### 4-й тур
23 мая 2015. Алматы
- Орлы (Алматы) — Титаны (Алматы) — 0:61

31 мая 2015. Астана
- Волки (Астана) — Барсы (Бишкек) — 22:26

### 5-й тур
19 сентября 2015. Алматы
- Титаны (Алматы) — Барсы (Бишкек) — 13:12

26 сентября 2015. Алматы
- Орлы (Алматы) — Волки (Астана) — 6:56

### 6-й тур
10 октября 2015. Алматы
- Титаны (Алматы) — Орлы (Алматы) — 21:0

24 октября 2015. Бишкек
- Барсы (Бишкек) — Волки (Астана) — 12:36